# 野村圭佑 (ナチュラリスト)
野村 圭佑（のむら けいすけ、1942年 - 2006年）は、日本のナチュラリスト・文筆家。

## 生涯
東京生まれ。早稲田大学第一法学部卒業。自然が回復した工場跡地を利用したトンボ公園の実現のための活動や荒川・隅田川の自然回復に取り組む。
2000年『まわってめぐってみんなの荒川』で産経児童出版文化賞受賞。

## 著書
- 『隅田川のほとりによみがえった自然 下町の原風景を求めて』プリオシン 1993
- 『原っぱで会おう 愉快な水辺の生きもの観察』八坂書房 1995
- 『下町によみがえったトンボの楽園』大日本図書 科学で環境探検 1998
- 『まわってめぐってみんなの荒川 都市を流れる川の自然と歴史』編著 あらかわ学会自然環境委員会 2000
- 『江戸の自然誌 『武江産物志』を読む』どうぶつ社 2002
- 『川から地球が見えてくる』大田黒摩利絵 荒川クリーンエイド・フォーラム 2004
- 『都市に自然を回復するには』どうぶつ社 2004
- 『江戸の野菜 消えた三河島菜を求めて』荒川クリーンエイド・フォーラム 2005